# Ретторе, Донателла
Донателла Ретторе (итал. Donatella Rettore; род. 8 июля 1953, Кастельфранко-Венето, Венеция), известная также как просто Ретторе, — итальянская певица, автор песен и актриса. Обрела популярность в 1970-е годы, всегда отличалась своим трансгрессивным имиджем и провокационным и ироничным песням. Неоднократная участница музыкальных фестивалей «Фестивальбар» и «Сан-Ремо».

## Дискография

### Студийные альбомы
- 1975 — Ogni giorno si cantano canzoni d’amore
- 1977 — Donatella Rettore
- 1979 — Brivido divino
- 1980 — Magnifico delirio
- 1981 — Estasi clamorosa
- 1982 — Kamikaze Rock 'n' Roll Suicide
- 1983 — Far West
- 1985 — Danceteria
- 1988 — Rettoressa
- 1992 — Son Rettore e canto
- 1994 — Incantesimi notturni
- 2005 — Figurine
- 2011 — Caduta massi

### Концертные альбомы
- 1996 — Concert/Il concerto
- 2015 — Live Collection

### Сборники
- 1982 — Super-rock Rettore — Le sue più belle canzoni
- 1989 — Ossigenata
- 2006 — Magnifica
- 2008 — Stralunata
- 2012 — The Best of the Beast
- 2022 — Insistentemente Rettore!